# Walther Hellmuth Karl Otto Graßmann

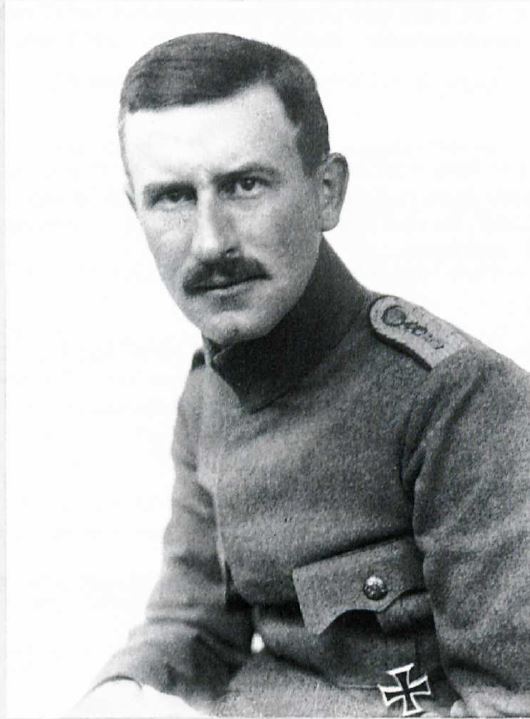
Walther Hellmuth Karl Otto Graßmann

Walther Hellmuth Karl Otto Graßmann (* 1. Mai 1885 Neu-Luckow; † 27. September 1918 gefallen in den Vorgefechten zur Schlacht von Cambrai) war ein deutscher Landwirt und Ornithologe.

## Leben und Wirken
Walther Graßmann wurde als drittes Kind des Landwirtes Adolf Graßmann und Anna geb. von Domarus geboren. Seine älteste Schwester war Elisabeth, die nach ihrer Heirat Thierbach hieß. Nach seiner Schulzeit begann Graßmann im Herbst 1902 eine Ausbildung als Landwirt in Ringenwalde. Es folgten die Stationen Parmen, Grauwinkel und Kloster Hadmersleben. Am Kloster Hadmersleben schien er eine gehobenere Stelle innegehabt zu haben, denn 1914 wurde er zu großen Wanderausstellung der Deutschen Landwirtschafts-Gesellschaft nach Hannover entsandt.
Mit Beginn des Ersten Weltkriegs diente er zunächst als Leutnant der Reserve an die Westfront. Es erfolgt die Versetzung nach Ost-Galizien und schließlich vom Sommer 1915 bis in den Sommer 1917 in das Gebiet der Prypjatsümpfe. Im Winterhalbjahr 1917/18 erfolgte die Versetzung ins Elsass und andere Gebiete der Westfront. Als er am 27. September 1918 als Batterieführer bei den Englisch-amerikanischen Massenangriffe Richtung Cambrai auf Erkundungsritt unterwegs war, kehrte er von diesem nicht mehr zurück und galt seither als vermisst.
Den noch neun erhaltenen Briefen von Graßmann an seine Eltern, kann man nur wenige Schilderungen über naturhistorische Beobachtungen entnehmen. Somit ist anzunehmen, dass er seine Begeisterung für die Ornithologie nicht durch seine Eltern vermittelt bekommen hat. Trotz allem erwähnt er in einem Brief aus dem Jahr 1914 stolz, dass er auf Kosten von Ferdinand Heine junior zur Versammlung des Deutschen Vereins zum Schutz der Vogelwelt nach Quedlinburg eingeladen worden war. So berichtete er begeistert von seiner ersten Begegnung mit Alwin Voigt (1852–1922), dessen Buch Excursionsbuch zum Studium der Vogelstimmen er erst kürzlich zu seinem Geburtstag geschenkt bekommen habe. Außerdem lernte er dort andere bekannte Ornithologen wie Hans Freiherr von Berlepsch, Johannes Thienemann, Oskar und Magdalena Heinroth, Carl Richard Hennicke und andere bei der Versammlung kennen. Während der Bericht zur Versammlung in der Ornithologische Monatsschrift relativ nüchtern geschrieben war, sprühte Graßmanns Brief geradezu voller Begeisterung über das Treffen.
In seinen Ausführungen zur Vogelwelt in den Prypjatsümpfen bezog sich Otto Eduard Graf von Zedlitz und Trützschler auf viele Beobachtungen aus Manuskripten von Graßmann und der dessen Publikationen zu den Rokitnosümpfen (ein Synonym für Prypjatsümpfe). Am Ende seiner ausführlichen Publikationen über das Gebiet schrieb von Zedlitz und Trützschle, wohl auch im Gedenken an Graßmann.

„Die Hauptlinien des Bildes stehen fest, und daß dies erreicht ist trotz der meist recht wirdigen Verhältnisse, die der Krieg nun einmal bedingt, das verdanken wir dem selbstlosen Fleiß unserer feldgrauen Ornithologen, ihnen - besonders den Gefallenen - soll die hier vorliegende Zusammenstellung ein bescheidenes Denkmal setzen.“

Graßmanns ornithologischen Schriften erschienen in den Fachzeitschriften Journal für Ornithologie, Ornithologische Monatsberichte und Ornithologische Monatsschrift.
Noch heute befindet sich eine Eiersammlung von Graßmann im Phyletischen Museum in Jena. Die oologische Sammlung aus 24 Gelegen und Einzeleiern von 15 Arten übergab Ursula Thierbach dem Museum gemeinsam mit einem Sonderdruck über die Vogelwelt des 420 ha umfassenden Guts- und Gemeindebezirk Grauwinkel b. Schönwalde.
Graßmanns Tod wurde erst am 23. April 1920 in Hadmersleben offiziell registriert.

## Dedikationsnamen
Graf von Zedlitz und Trützschler widmete ihm 1920 die Haselhuhn-Unterart Tetrastes bonasia grassmanni, die heute aber als Synonym zur Nominatform gesehen wird.

## Publikation (Auswahl)
- Einiges über Anser anser. In: Ornithologische Monatsberichte. Band 21, Nr. 6, Juni 1913, S. 94–95 (biodiversitylibrary.org).
- Ein kleiner Beitrag zur Kenntnis der Ornis der Provinz Sachsen. In: Journal für Ornithologie. Band 62, Nr. 1, Januar 1914, S. 39–49 (biodiversitylibrary.org).
- Beobachtungen über den Kranichzug. In: Ornithologische Monatsberichte. Band 23, Nr. 9, September 1915, S. 141–142 (biodiversitylibrary.org).
- Beobachtungen aus dem Felde - Der Wasserstar (Cinclus cinclus) in den Karpathen. In: Ornithologische Monatsschrift. Band 40, Nr. 8, August 1915, S. 318–319 (biodiversitylibrary.org).
- Einiges vom Vogelzug aus Ost-Galizien. In: Ornithologische Monatsschrift. Band 40, Nr. 8, August 1915, S. 319–320 (biodiversitylibrary.org).
- Beitrag zur Biologie des Kolkraben. In: Ornithologische Monatsschrift. Band 41, Nr. 1, Januar 1916, S. 57–59 (biodiversitylibrary.org).
- Der Frühjahrszug 1916 in den Rokitnosümpfen. In: Ornithologische Monatsschrift. Band 41, Nr. 7, Juli 1916, S. 230–234 (biodiversitylibrary.org).
- Beitrag zum Studium der Vogelstimmen aus den Rokitno-Sümpfen (Botaurus stellaris L., Aquila clanga Pall., Bubo bubo (l.), Sylvia nisoria Bchst.). In: Ornithologische Monatsschrift. Band 42, Nr. 8, Februar 1917, S. 76–82 (biodiversitylibrary.org).
- Zwei Jahre Feldornithologie in den Rokitnosümpfen. In: Journal für Ornithologie. Band 66, Nr. 3, Juli 1918, S. 285–316 (biodiversitylibrary.org).
- Der Storch im Elsaß und ein Aufruf zu seiner Schonung. In: Ornithologische Monatsschrift. Band 44, Nr. 8, August 1918, S. 198–199 (biodiversitylibrary.org).
- Einiges über Herbstzug, nordische Durchzügler und Wintergäste in den Rokitnosümpfen. In: Ornithologische Monatsschrift. Band 44, Nr. 3, März 1919, S. 49–52 (biodiversitylibrary.org).
- Vogelleben in den Pripjet-Sümpfen im Frühling. In: Ornithologische Monatsschrift. Band 44, Nr. 3, März 1919, S. 72–74 (biodiversitylibrary.org).